# Денали (национален парк)
Национален парк Денали (на английски: Denali National Park and Preserve) се намира в централната част на щата Аляска и в него е разположен най-високият връх на Северна Америка, Маккинли, който е висок 6193 m.
Думата „денали“ на местения диалект атабаскан означава „великият“ и първоначално се е използвала за наименование и на планината, която по-късно се кръщава на името на американския президент – Уилям Маккинли. Първоначално паркът е основан да защитава едрите животни, които го обитават, и основни заслуги за създаването му през 1917 година има Чарлс Шелдон – природолюбител, природозащитник и ловец. По-късно през годините следват многократни промени в статута на парка, както и неговите размери, като се създават три основни звена за управлението му: Денали Дива природа, Денали Национален парк и Денали Национален резерват.

## Флора и фауна

### Растителност
Планинският климат характерен за целия парк е създал интересни екосистеми в Денали. Поради ниското ниво на листопадната линия (760 m), дървесните видове са рядкост в парка, с изключение на по-равните западни части, обграждащи езерото Уондър, така по-голямата част от парка е тундра.
Въпреки това наличието на различни височинни пояси е предпоставка за развитието на различни растителни зони. От най-ниските до най-високите части се срещат: блата и мочурища, тополови гори, иглолистни гори, мочурища и алпийска тундра.
Установено е че различни растения в тундрата разчитат на огън. В този район на Аляска огньовете са обичайно явление, което настъпва когато старата растителност се нуждае от обновление.
Над 450 вида цветя се срещат в парка които цъфтят през лятото: златник (Solidago), див зюмбюл, синчец (Scilla), тинтява (Gentianaceae) и други.

### Животни
Денали е дом за различни птици и животни, сред които сравнително големи популации от мечка гризли и черна мечка. Също така често срещани са стада от карибу. Дивите овце (Ovis dalli) обитават планинските части на парка. Често се срещат американски лос (Alces americanus), сив вълк, бял мармот, полярна земна катерица, бобър, сеносъбирачи (Ochotonidae), а също така и полярен заек.
Паркът е известен също с разнообразието си от видове птичи популаци. Много птици мигрират огромни разстояния между местата където гнездят в парка и техните зимни места. Например Сивото каменарче (Saxicola oenanthe) зимува в Африка, а севеиятят певец прекарва зимата в Антарктика и южната част на Южна Америка. Повечето птици прекарват в парка късната пролет и лятото.
В откритата тундра лесно може да се забележат бяла яребица (Lagopus alpinus), лапландски врабец, различни видове блатни птици. Късоухата сова, ястреб кокошар и ястребовата кукумявка могат да бъдат забелязани да летят ниско в търсене на храна. Златният орел се среща в по-високите части на парка.
В гористите части на парка и тайгата се срещат яребица, дрозд (Turdus philomelos), дъждосвирец (Charadriidae), благороден сокол (Falco rusticolus), мяукащ гларус както и жълта овесарка (Ernberiza citrinenella).
Също така се срещат и видове, които зимуват в парка: гарван (Corvus cogax), бяла яребица (Lagopus alpinus), сврака (Pica), сивата сойка и други.

## Климат
Характерно за климата в парка са дългите зими последвани от кратки пролети и лета. Осемдесет процента от птиците мигрират и всяка година се завръщат след студените месеци за да отгледат потомство. Де факто всяко животно полага грижи и обучава новото поколение да оцелява. Поради изключително малката продължителност на пролетта и лятото тези сезони са време за подготовка за следващата зима.
Летата са прохладни и влажни, а температурата не надминава често 20 °C. Времето в парка е толкова непредсказуемо, че понякога е възможен снеговалеж през август.